# زرع الخلايا

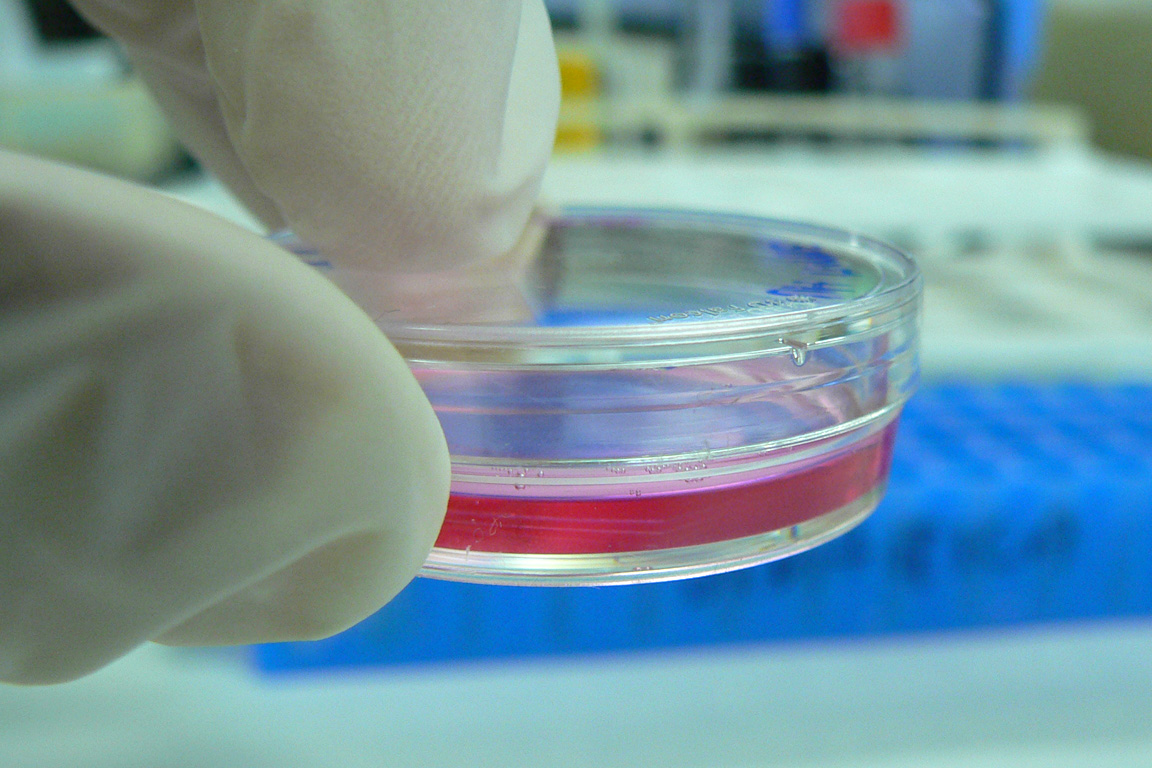
مزرعة خلوية في طبق بتري

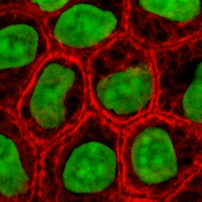
خلايا إبيثيلية في الزرع مصبوغة لل كيراتين (أحمر) والـحمض نووي ريبوزي منقوص الأكسجين (أخضر)

زرع الخلايا أو مزرعة خلايا أو مزرعة خلوية هي عملية يتم بها تنمية خلايا حقيقية النواة وبدائية النواة تحت ظروف مسيطرة. بصورة عامة، يدل مصطلح «زرع الخلايا» على زرع خلايا مأخوذة من كائنات متعددة الخلايا، خاصة خلايا الحيوان. التطور والطرق التأريخية لزرع الخلايا متعلقة بصورة كبيرة بزرع الأنسجة وزرع الأعضاء. ويُسمى مكان زرع الخلايا مزرعة خلايا.
من الناحية العملية، يشير مصطلح «زراعة الخلايا» الآن إلى زراعة الخلايا المشتقة من حقيقيات النواة متعددة الخلايا، وخاصة الخلايا الحيوانية، على النقيض من أنواع أخرى من الزراعات التي تزرع الخلايا أيضًا، مثل زراعة الأنسجة النباتية، والزراعة الفطرية، والزراعة الميكروبيولوجية (الميكروبات). يرتبط التطور التاريخي وأساليب زراعة الخلايا ارتباطًا وثيقًا بتطور زراعة الأنسجة والأعضاء. ترتبط الفيروسية أيضًا بالخلايا كمضيفات للفيروسات.
أصبحت الزراعة الخلوية تقنية مخبرية للحفاظ على خطوط الخلايا الحية (مجموعة من الخلايا المنحدرة من خلية واحدة وتحتوي على نفس التركيب الوراثي) المنفصلة عن مصدر النسيج الأصلي أكثر قوة في منتصف القرن العشرين.
كماأصبح زرع الخلايا الحيوانية تقنية مختبرية روتينية في الخمسينات من القرن العشرين،
ولكن مبدأ المحافظة على خلايا حية مفصولة عن النسيج المصدر الأصلي هي عملية اكتشفت في القرن التاسع عشر.

## التاريخ
طور عالم الفيزياء الإنجليزي سيدني رينجر في القرن التاسع عشر محلولاً ملحياً يحتوي على كلوريد الصوديوم والبوتاسيوم والكالسيوم والمغنيسيوم مناسباً للحفاظ على عمل قلب حيواني معزول خارج الجسم. في عام 1885، أزال فيلهلم رو جزءًا من صفيحة دجاج مولياري وحافظ عليها في محلول ملحي دافئ لعدة أيام، مؤسسًا بذلك مبدأ زراعة الأنسجة. نشر روس غرانفيل هاريسون، الذي يعمل في كلية الطب بجامعة جونز هوبكنز، ثم في جامعة ييل، نتائج تجاربه من عام 1907 إلى عام 1910، مؤسسًابذلك منهجية زراعة الأنسجة.
تم تطوير تقنيات زراعة الخلايا بشكل ملحوظ في أربعينيات وخمسينيات القرن العشرين لدعم البحث في علم الفيروسات. سمحت الفيروسات المتنامية في مزارع الخلايا بإعداد فيروسات مُنَقَّمة لتصنيع اللقاحات. كان لقاح شلل الأطفال القابل للحقن الذي طوره جوناس سالك واحدًا من أول المنتجات التي تم إنتاجها بكميات كبيرة باستخدام تقنيات زراعة الخلايا. هذا اللقاح أصبح ممكناً بفضل أبحاث الخلوية لجون فرانكلين إندرز وتوماس هاكل ويلر وفريدريك تشابمان روبنز، الذين حصلوا على جائزة نوبل لاكتشافهم طريقة لتنمية الفيروس في مزارع خلايا كلى القرد.

## مفاهيم في زراعة الخلايا الثديية

### عزل الخلايا
يمكن عزل الخلايا من أنسجة الجسم الحي بعدة طرق.كما يمكن تنقية الخلايا بسهولة من الدم. ومع ذلك، فإن الخلايا البيضاء هي وحدها القادرة على النمو في المزارع الخلوية. يمكن عزل الخلايا من الأنسجة الصلبة عن طريق هضم المكونات خارج الخلوية باستخدام أنزيمات متنوعة مثل الكولاجيناز والتريبسين أو البرونايز، قبل تحريك الأنسجة لتحرير الخلايا إلى المعلق. بدلا من ذلك، يمكن وضع قطع من النسيج في اوساط النمو، حيث تنمو الخلايا وتحيط بالقطع المزروعة. تُعرف هذه الطريقة الزراعة الزاحفة.
تُعرف الخلايا التي يتم زرعها مباشرةً من أحد الانسجة بالخلايا الأولية. باستثناء بعض مشتقة من الأورام، فإن معظم الرزراعات الخلية الأولية لها عمر محدود.
اكتسب خط خلوي ثابت أو خلد القدرة على التكاثر إلى أجل غير مسمى إما عن طريق الطفرات العشوائية أو التعديل المتعمد، مثل التعبير الاصطناعي لجين التيلوميراز. تم تأسيس العديد من خطوط الخلايا كممثل لأنواع خلايا معينة.

### الحفاظ على زراعة الخلايا الثديية
بالنسبة لغالبية الخلايا الأولية المعزولة، فإنها تخضع لعملية الشيخوخة وتتوقف عن الانقسام بعد عدد معين من التجمعات السكانية بينما تحتفظ بصفة عامة بسلامتها (موصوفة حد هايفليك).
تزرع الخلايا وتحافظ عليها في درجة حرارة مناسبة وخليط الغاز (عادة، 37 درجة مئوية، 5 ٪ CO2 لخلايا الثدييات) في حاضنة الخلايا. تختلف ظروف الزرع بشكل كبير لكل نوع من أنواع الخلايا، ويمكن أن يؤدي اختلاف الظروف لنوع معين من الخلايا إلى ظهور أنماط ظاهرية مختلفة.
بالإضافة إلى مزيج درجة الحرارة والغاز، فإن العامل الأكثر شيوعًا في أنظمة الاستزراع هو وسط نمو الخلايا. يمكن أن تختلف وصفات وسائط النمو في درجة الحموضة، وتركيز الجلوكوز، وعوامل النمو، ووجود العناصر الغذائية الأخرى. وغالبًا ما تستمد عوامل النمو المستخدمة لتكميل وسائل الإعلام من مصل الدم الحيواني، مثل مصل بقري جنيني (FBS)، مصل بقرة العجل، مصل الخيول، ومصل الخنازير. أحد مضاعفات هذه المكونات المشتقة من الدم هو احتمال تلوث الثقافة بالفيروسات أو البريونات، خاصة في تطبيقات التقنية الحيوية الطبية. الممارسة الحالية هي تقليل أو القضاء على استخدام هذه المكونات حيثما كان ذلك ممكنا واستخدام حلالة الصفيحات الدموية (hPL). هذا يزيل القلق من التلوث بين الأنواع عند استخدام حلالة الصفيحات الدموية مع الخلايا البشرية. ظهرت حلالة الصفيحات الدموية كبديل آمن وموثوق به كبديل مباشر لـ مصل بقري جنيني أو مصل حيواني آخر. بالإضافة إلى ذلك، يمكن استخدام الوسائط المحددة كيميائيًا لإزالة أي أثر مصل (إنساني أو حيواني)، ولكن لا يمكن دائمًا تحقيق ذلك باستخدام أنواع خلايا مختلفة. تشمل الاستراتيجيات البديلة الحصول على دم حيواني من البلدان التي تعاني من مخاطر دنيا مثل جنون البقر/ اعتلال دماغي إسفنجي معدي، مثل الولايات المتحدة وأستراليا ونيوزيلندا،  واستخدام مركزات المغذيات المنقاة المشتقة من المصل بدلا من مصل الحيوانات الكاملة لزراعة الخلايا.
تلعب كثافة التصفيح (عدد الخلايا لكل حجم من وسط الثقافة) دورًا حاسمًا في بعض أنواع الخلايا. على سبيل المثال، انخفاض كثافة الطلاء يجعل الخلايا الحبيبية تبدي إنتاج هرمون الاستروجين، في حين أنه عندما تكون كثافة التصفيح أعلى يجعلها تظهر كخلايا اللوتين في الدم المنتجة للبروجسترون.
يمكن زراعة الخلايا إما في حالة التعليق أو اللزوجة ملتصقة. بعض الخلايا تعيش بشكل طبيعي في التعليق، دون أن تكون مرتبطة بسطح، مثل الخلايا الموجودة في مجرى الدم. هناك أيضا خطوط الخلايا التي تم تعديلها لتكون قادرة على البقاء في الاستنبات المعلقة حتى يمكن زراعتها إلى كثافة أعلى مما تسمح به شروط الالتصاق. تتطلب الخلايا الملتصقة سطحًا، مثل زراعة الأنسجة البلاستيكية أو الجزيئات الدقيقة، والتي قد تكون مغلفة بمكونات خارج الخلية (مثل الكولاجين والليمينين) لزيادة خصائص الالتصاق وتقديم إشارات أخرى مطلوبة للنمو والتمايز. معظم الخلايا المشتقة من الأنسجة الصلبة ملتصقة. نوع آخر من الاستنبات الملتصقة هو الثقافة النمطية، والتي تنطوي على نمو الخلايا في بيئة ثلاثية الأبعاد (3-D) بدلا من أطباق الثقافة ثنائية الأبعاد. يعتبر نظام الثقافة ثلاثية الأبعاد هذا أكثر تشابهًا من الناحية الفيزيولوجية والبيولوجية في النسيج الحيوى، ولكن من الصعب تقنيًا الحفاظ عليه بسبب العديد من العوامل (مثل الانتشار).

## تطبيقات زرع الخلايا
يُعد الزرع الشامل لخطوط الخلايا الحيوانية أمرًا أساسيًا لتصنيع اللقاحات الفيروسية ومنتجات التقانة الحيوية الأخرى. تُستخدم تقنيات زرع الخلايا الجذعية البشرية لزيادة عدد الخلايا وتمايزها إلى أنواع مختلفة من الخلايا الجسدية بهدف الزرع. تُستخدم تقنيات زرع الخلايا الجذعية أيضًا في جمع الجزيئات والإكسوسومات (حويصلات خارج خلوية) التي تطلقها الخلايا الجذعية لأغراض التطوير العلاجي.
تشمل المنتجات البيولوجية التي تنتجها تقنية إعادة تركيب الدنا في مزارع الخلايا الحيوانية الإنزيمات والهرمونات الاصطناعية والمركبات البيولوجية المناعية (الأضداد وحيدة النسيلة والإنترلوكينات واللمفوكينات) والعوامل المضادة للسرطان. رغم إمكانية إنتاج العديد من البروتينات الأبسط باستخدام تقنية إعادة تركيب الدنا في المزارع البكتيرية، يجب تحضير البروتينات الأكثر تعقيدًا الخاضعة للغلكزة (الارتباط بالكربوهيدرات) حاليًا في الخلايا الحيوانية. من الأمثلة الهامة على هذه البروتينات المعقدة، هرمون الإريثروبويتين. تعد تكلفة زرع خلايا الثدييات مرتفعة، لذلك تُجرى الأبحاث لإنتاج مثل هذه البروتينات المعقدة في خلايا الحشرات أو في النباتات العليا، ويعد استخدام خلية جنينية مفردة وأجنة جسدية كمصدر للنقل الجيني المباشر عن طريق قذف الجسيمات، والتعبير الجيني العابر، ودراسات المجهر البؤري، إحدى تطبيقاتها. توفر أيضًا إمكانية تأكيد أصل الخلية الواحدة للأجنة الجسدية وعدم تناسق الانقسام الخلوي الأول، والذي يمثل بداية العملية.
يعد زرع الخلايا أيضًا تقنية أساسية للزراعة الخلوية، والتي تهدف إلى توفير منتجات جديدة وطرق جديدة لإنتاج المواد الزراعية الحالية مثل الحليب واللحوم (المصنعة) والعطور وقرون وحيد القرن من الخلايا والكائنات الحية الدقيقة. لذلك، تعتبر إحدى وسائل تعميم الزراعة الخالية من الحيوانات. تعد أيضًا أداة أساسية لتدريس بيولوجيا الخلية.